# Liste der Kulturdenkmale in Frankenau (Mittweida)
In der Liste der Kulturdenkmale in Frankenau sind die Kulturdenkmale des Mittweidaer Ortsteils Frankenau verzeichnet, die bis Juni 2023 vom Landesamt für Denkmalpflege Sachsen erfasst wurden (ohne archäologische Kulturdenkmale). Die Anmerkungen sind zu beachten.
Diese Aufzählung ist eine Teilmenge der Liste der Kulturdenkmale in Mittweida.

## Frankenau
| Bild                                    | Bezeichnung | Lage                               | Datierung | Beschreibung | ID       |
| --------------------------------------- | --- | ---------------------------------- | --- | --- | -------- |
|                                         | Ehemaliges Gasthaus, heute Wohnhaus | Königshainer Straße 4 (Karte)      | 1892 | Architektonisch qualitätvoll gestaltetes Gebäude mit zeittypischem Zierrat in gutem Originalzustand, baugeschichtlich von Bedeutung, mit ortsbildprägender Wirkung | 09236258 |
| Direkt Bild zu diesem Denkmal hochladen | Nördliches Wohnstallhaus eines Vierseithofes | Königshainer Straße 6 (Karte)      | Um 1860 | Einziges in Massivbauweise errichtete Bauernhaus im Dorf, qualitätvoll gestaltetes Gebäude in gutem Originalzustand, baugeschichtlich von Bedeutung. Aus Bruchsteinen, Porphyrfenstergewände mit einem Falz, Türportale mit Kragsteinen, Schild und waagrechtem Gebälk, bezeichnet mit „C G Thum“, zweiflüglige Haustür mit Oberlicht, Bruchsteineckquaderung aus Porphyr, Krüppelwalmdach, im Giebeldreieck sehr schönes rundbogiges gebundenes Fenster, barocke Kreuzstockfenster teilweise original erhalten, schöne Proportionen, wichtig für Ortsbild, gute architektonische Qualität. | 09236257 |
|                                         | Nordwestliches Wohnstallhaus und südwestliches Seitengebäude eines Vierseithofes (Erbgericht)                                                                           | Mittweidaer Straße 37 (Karte)      | Kern um 1720 (Seitengebäude); bezeichnet mit 1793 (Seitengebäude); um 1800 (Wohnstallhaus)                                                | Landschafts- und zeittypische Gebäude eines Bauernhofes in gutem Originalzustand mit ortsbildprägender Bedeutung, als ehemaliges Erbgericht regionalhistorisch bedeutsam, sehr altes Seitengebäude mit seltenem Fachwerkelement (K-Streben) und guter handwerklicher Gestaltung, bau- und ortsgeschichtlich von Bedeutung. - Seitengebäude: gartenseitiges, Fachwerk-Obergeschoss mit K-Streben, originale Fenster, Satteldach, Erdgeschoss massiv, sehr schöne Stichbogenportale, kleine Pforte bezeichnet mit 1793, wichtig wegen seltener Fachwerkkonstruktion und schöner Gestaltung Haus, guter Originalzustand - Wohnstallhaus: Fachwerk-Obergeschoss Eckstreben, Heuaufzug, Satteldach, Erdgeschoss massiv, leicht verändert, guter Originalzustand, zeittypisches Gebäude, ehemals Erbgericht | 09236238 |
|                                         | Häuslerhaus über winkligem Grundriss | Mittweidaer Straße 45 (Karte)      | Um 1800 | Landschaftstypisches Häusleranwesen in gutem Originalzustand, bau- und sozialgeschichtlich von Bedeutung. Winkelhof, Fachwerk Obergeschoss, zierliches Fachwerk, ursprünglich ein Haus, das rechtwinklig erweitert wurde, Krüppelwalmdach, sehr guter Originalzustand, eigentlich kleiner Dreiseithof, am Haus angebauter Schuppenteil. | 09236227 |
| Weitere Bilder                          | Wohnstallhaus, zwei Seitengebäude, Backofen, Hofpflasterung, Wassertrog und Zufahrtsbrücke eines ehemaligen Vierseithofes                                               | Mittweidaer Straße 55 (Karte)      | Um 1700 (Seitengebäude mit Backofen); 1775 (Wohnstallhaus); nach 1800 (Seitengebäude mit Kumthalle); bezeichnet mit 1872 (Zufahrtsbrücke) | Landschaftstypische Wohn- und Wirtschaftsgebäude eines Bauernhofes in sehr gutem Originalzustand mit großer Bedeutung für das Ortsbild, bauhistorisch bedeutsamer Hof mit einzigem erhaltenen Backofen im Dorf sowie Remisen und Kumthalle am Seitengebäude. - Wohnstallhaus: am Schlussstein des Türportals datiert, dieser Schlussstein eingemauert im Erdgeschoss, Erdgeschoss massiv, Blattsassen am Stubenbereich, vermutlich dort noch Fachwerk erhalten, Fachwerk-Obergeschoss mit gezapften Holzverbindungen, strebenreich, ein Fenster zu groß, schönes hohes Krüppelwalmdach, zwei übereinander angeordnete Dachhechte - 1. Seitengebäude: feldseitig, dreibogige Kumthalle, Erdgeschoss massiv, Remisen, Stall, Fachwerk-Obergeschoss mit Tür, kleiner Zwerchgiebel, Heuaufzug, Satteldach, 19. Jahrhundert - 2. Seitengebäude: straßenseitig, Fachwerk-Obergeschoss, Erdgeschoss massiv, vermutlich unterfahren, hohes schönes Krüppelwalmdach, Dachhecht - an Straßentraufseite original erhaltener Backofen angebaut, einziger erhaltener Backofen im Dorf, hofseitig teilweise erhaltene Oberlaube, zwei Bögen, davon ein Bogen als Taubenschlag, Fachwerk-Obergeschoss mit Tür im Obergeschoss, weiterhin Mitteldrehflügelfenster, Auszugswohnung, Stall im Erdgeschoss, gezapfte Streben und geblattete Kopfbänder, d. h. mehrere Bauphasen, am Laubengang dockenartiger Ständer, um 1700, sehr guter Originalzustand. - Zufahrtsbrücke: Bruchstein, original erhalten, kleiner Schlussstein bezeichnet mit „G. W F 1872“, sehr guter Originalzustand | 09236223 |
| Direkt Bild zu diesem Denkmal hochladen | Nördliches Wohnstallhaus eines Vierseithofes | Obere Dorfstraße 3 (Karte)         | Um 1800 | Landschaftstypisches Bauernhaus mit schönem, original erhaltenem Fachwerkobergeschoss und ortsbildprägender Wirkung | 09236256 |
|                                         | Neuer Teil des Wohnstallhauses eines ehemaligen Bauernhofes | Obere Dorfstraße 13 (Karte)        | Um 1890 | Heute Kindergarten, aufwendig gestaltetes ehemaliges Bauernhaus mit zeittypischem Zierrat des ausgehenden 19. Jahrhunderts in gutem Originalzustand, baugeschichtlich von Bedeutung. Vier und drei Achsen, zweigeschossig, Putznutung im Erdgeschoss, kräftig hervortretendes Gesims, Porphyrgewände, Türportal erhalten, Fensterbrüstungen mit Betonreliefs, Traufgesims mit Fries Deutsches Band und Blattfries, Brunnen mit Medaillons, Darstellung von Löwenköpfen, Frontgiebel über vier Achsen, in dessen Mitte rundbogige Nische mit kleinem Dreiecksgiebel bekrönt mit Plastik, Ornamentfries, im ersten Obergeschoss waagrechte Fensterverdachung, Giebel mit gebundenen Fenstern, dort Dreiecksgiebelverdachung, schöne originale Haustür, zweiflüglig mit Oberlicht und originalen Gittern. | 09236255 |
| Direkt Bild zu diesem Denkmal hochladen | Häuslerhaus | Obere Dorfstraße 21 (Karte)        | 2. Hälfte 19. Jahrhundert | Landschaftstypisches Häuslerhaus des späten 19. Jahrhunderts in gutem Originalzustand mit ortsbildprägender Bedeutung, baugeschichtlich von Bedeutung. Fachwerk Obergeschoss mit Eckstreben, über Eingang kleines dreieckiges Oberlicht, Sprossenteilung, Erdgeschoss massiv, Fenstergewände mit einer Hohlkehle, Türportal mit waagrechtem Gebälk, bezeichnet, zweiflüglige originale Haustür, Satteldach, guter Originalzustand, künstlerische Bedeutung, ortsbildprägend durch unmittelbare Straßenlage. | 09236168 |
| Direkt Bild zu diesem Denkmal hochladen | Wohnstallhaus, Seitengebäude und Scheune eines Vierseithofes | Obere Dorfstraße 32 (Karte)        | Um 1720 (Wohnstallhaus); vor 1800 (Seitengebäude und Scheune)                                                                             | Geschlossen erhaltener Bauernhof mit landschaftstypischer Bebauung, sehr altes Wohnstallhaus, das Fachwerkobergeschoss mit seltenen K-Streben, die Wirtschaftsgebäude in gutem Originalzustand, baugeschichtlich und ortsbildprägend von Bedeutung. - Wohnstallhaus: Fachwerk-Obergeschoss teilweise massiv ersetzt, K-Streben an hofseitiger Traufseite, im Stallbereich entstellend verändert, Fachwerk im Obergeschoss teilweise verputzt bzw. massiv ersetzt, wichtig dadurch, dass im Gebiet Landkreis Mittweida K-Streben seltenes Fachwerkelement sind, eines der ältesten Häuser im Dorf - Scheune: Fachwerk, Drempel, Satteldach, teilweise verschiefert, sehr guter Originalzustand, wichtig für Ortsbild - Seitengebäude: einbogige Kumthalle, teilweise Scheunennutzung, zweigeschossig, Tür im Obergeschoss, Satteldach, relativ guter Originalzustand, wichtig als Teil im Bauensemble und für Ortsbild, schön verschieferter Giebel - im Hof Brunnen und Hoflinde und Reste der Hofpflasterung | 09236167 |
| Direkt Bild zu diesem Denkmal hochladen | Zwei Seitengebäude und Scheune eines Vierseithofes | Obere Dorfstraße 36 (Karte)        | Um 1800 | Heute Pension, landschaftstypische Wirtschaftsgebäude eines Bauernhofes in gutem Originalzustand, bau- und wirtschaftsgeschichtlich von Bedeutung. - Seitengebäude: kleines Gebäude, rechtwinklig zum Wohnhaus stehend, Fachwerk Obergeschoss, ursprünglich mit Tür, strebenreich, um 1800, an Giebelseite Blattsassen, Satteldach, Erdgeschoss massiv, Fenster und Türen sowie Sockel erneuert und modernisiert - Scheune: Fachwerk, um 1800, Krüppelwalmdach, sehr guter Originalzustand - 2. Seitengebäude: Fachwerk-Obergeschoss, Heuaufzug, Satteldach, Erdgeschoss massiv, einbogige Kumthalle, ursprünglich als Pferdestall genutzt, weiterhin vermutlich mit Auszugswohnung, Tür im Obergeschoss, guter Originalzustand, Umbau beabsichtigt, eine Giebel- und eine Traufseite verputzt, am anderen Seitengebäude: Reste der Bauphase um 1700 nachweisbar, wichtig als Bauensemble und wegen Originalzustands sowie durch Alter des kleinen Seitengebäudes | 09236240 |
| Direkt Bild zu diesem Denkmal hochladen | Häuslerhaus | Obere Dorfstraße 62 (Karte)        | Um 1800 | Landschaftstypisches Häuslerhaus mit original erhaltener Straßenansicht, baugeschichtlich und ortsbildprägend von Bedeutung. Fachwerk Obergeschoss mit Eckstreben, Erdgeschoss massiv, originale Fenster- und Türgewänden, Haustür verändert, Proportionen Haus erhalten, sehr guter Erhaltungszustand, Giebel verkleidet, Satteldach, wichtig für Ortsbild durch unmittelbare Lage an Hauptstraße, guter Originalzustand, traufseitig erweitert, dadurch frackdachähnliche Konstruktion, dieser Anbau entstellend, aber Straßenansicht bedeutender. | 09236265 |
| Direkt Bild zu diesem Denkmal hochladen | Häuslerhaus | Obere Dorfstraße 68 (Karte)        | Vor 1800 | Landschaftstypisches Häuslerhaus in sehr gutem Originalzustand mit großer Bedeutung für das Ortsbild, baugeschichtlich von Bedeutung. Fachwerk Obergeschoss strebenreich, Erdgeschoss massiv, einfaches Türportal und originale Fenstergewände, Obergeschoss in Gestaltung komplett und sehr gut erhalten, Giebel verschiefert, Satteldach. | 09236263 |
| Direkt Bild zu diesem Denkmal hochladen | Wohnstallhaus und zwei Seitengebäude eines ehemaligen Vierseithofes | Obere Dorfstraße 115 (Karte)       | Um 1800 (Wohnstallhaus und Auszugshaus); um 1925 (Seitengebäude)                                                                          | Bauernhof mit original erhaltenen, landschaftstypischen Wohn- und Wirtschaftsgebäuden, bau- und wirtschaftsgeschichtlich von Bedeutung. - 1. Seitengebäude: feldseitig, flachgeneigtes Satteldach, Fachwerk-Obergeschoss verkleidet, Tür im Obergeschoss, Erdgeschoss massiv, am Tor bezeichnet mit 1925, eventuell Zeitpunkt der Erbauung, Raumaufteilung und Gliederung komplett erhalten - Wohnstallhaus: Fachwerk-Obergeschoss verputzt und Tür, Heuaufzug, Satteldach, Erdgeschoss massiv, ein Türgewände erhalten, das andere Türgewände mit Riemchen entstellend verkleidet, ein zu großes Fenster, ansonsten Gestaltung Haus original erhalten - 2. Seitengebäude: Auszugshaus, Fachwerk-Obergeschoss mit Tür, Streben gezapft, Erdgeschoss massiv, Tür- und Fenstergewände aus Entstehungszeit, Satteldach - Stall: sehr guter Originalzustand, als Bauensemble wichtig, Wohnhaus traufseitig erweitert, aber nicht wesentlich für Gesamteindruck | 09236268 |
|                                         | Westliches Wohnstallhaus, südliche Scheune und östliches Seitengebäude eines Vierseithofes                                                                              | Obere Dorfstraße 137 (Karte)       | Um 1800 | Landschaftstypischer, geschlossen erhaltener Bauernhof mit Gebäuden in sehr gutem Originalzustand mit großer Bedeutung für das Ortsbild, das Wohnstallhaus in guter architektonischer Qualität mit erhaltener Fachwerkkonstruktion am Stubenbereich, bau- und wirtschaftsgeschichtlich von Bedeutung. - Seitengebäude: Fachwerk-Obergeschoss strebenreich, Schiebefenster, Tür im Obergeschoss, im Erdgeschoss Garageneinbauten, Satteldach, wichtig als Teil des geschlossen erhaltenen Hofes, Fachwerkobergeschoss in gutem Originalzustand - Scheune: Fachwerk, Drempel, Satteldach, um 1800, guter Originalzustand, eine Mauer im unteren Bereich massiv ersetzt - Wohnstallhaus: Fachwerk-Obergeschoss regelmäßig und holzreich mit Eckstreben, vermutlich um 1800, Fachwerk-Erdgeschoss im Stubenbereich, Stallbereich Erdgeschoss massiv unterfahren, sehr schönes regelmäßiges Fachwerk in sehr gutem Originalzustand, gute architektonische Qualität, Krüppelwalmdach mit zwei Hechten, diese originale Dachgestaltung mit zwei Hechten nur an zwei weiteren Gebäuden im Ort noch anzutreffen, Dach vorkragend, im Giebelbereich massiv verlängert, zwei Stichbogenportale mit Schlussstein | 09236270 |
| Direkt Bild zu diesem Denkmal hochladen | Wohnstallhaus eines ehemaligen Dreiseithofes | Obere Dorfstraße 145 (Karte)       | Um 1800 | Letztes erhaltenes Gebäude eines ehemals landschaftstypischen Bauernhofes in gutem Originalzustand von baugeschichtlichem Wert. - Wohnstallhaus: Anbau mit Fachwerk, verbretterter Giebel, im Erdgeschoss originale Fenstergewände, traufseitig massiver, zweigeschossiger Anbau - Scheune (vor 2009 abgebrochen): Fachwerk, Drempel, Dach geschädigt - Seitengebäude (vor 2009 abgebrochen): Fachwerk, längere Zeit leerstehend, baulich geschädigt | 09236271 |
| Weitere Bilder                          | Kirche und Kirchhof Frankenau (Sachgesamtheit) | Schulberg (Karte)                  | 2. Hälfte 19. Jahrhundert (Leichenhalle)                                                                                                  | Sachgesamtheit Kirche und Kirchhof Frankenau, mit den Einzeldenkmalen: Kirche, Mauer des Kirchhofs mit Tor und Denkmal für die Gefallenen des Ersten Weltkrieges vor dem Kirchhof (siehe 09236259) sowie Leichenhalle (Sachgesamtheitsteil); gut erhaltener Kirchhof in exponierter Ortslage von ortsgeschichtlicher und landschaftsprägender Bedeutung | 09300269 |
| Weitere Bilder                          | Kirche mit Ausstattung, Mauer des Kirchhofs mit Tor und Denkmal für die Gefallenen des Ersten Weltkrieges vor dem Kirchhof (Einzeldenkmale der Sachgesamtheit 09300269) | Schulberg (Karte)                  | 1556 (Kirche); 18. Jahrhundert (Kanzelaltar); 1892 (Orgel); nach 1918 (Kriegerdenkmal)                                                    | Einzeldenkmale der Sachgesamtheit Kirche und Kirchhof Frankenau; Saalkirche, verputzter Bruchsteinbau mit eingezogenem gerade geschlossenem Chor, markanter Dachreiter, bau- und ortsgeschichtlich von Bedeutung. - Kirche: Saalkirche mit Emporen, eingezogenem Chor, Satteldach, polygonaler, gedrungener Dachreiter mit Helmdach, südl. Chor Stichbogenportal mit Schlussstein, im Westen Vorhaus mit Walmdach, dort auch Stichbogenportal mit Schlussstein, Langhaus mit je drei rundbogigen Fenstern - Kriegerdenkmal an hinterer Pforte des Friedhofes: großer Naturstein mit Adler und Schrifttafel | 09236259 |
| Weitere Bilder                          | Pfarrhaus | Schulberg 4 (Karte)                | 1903 | Architektonisch qualitätvoll gestaltetes Gebäude mit zeittypischen Gestaltungselementen, bau- und ortsgeschichtlich von Bedeutung. Fenster mit schöner Sprossenteilung der Oberlichter, zweigeschossig, Fenster mit Segmentbogenabschluss, Polygonsockel, Fachwerk Drempel und Fachwerk Giebel, Krüppelwalmdach, Balkon auf Pfeiler. | 09236260 |
| Direkt Bild zu diesem Denkmal hochladen | Steinbogenbrücke | Topfseifersdorfer Straße 9 (Karte) | Bezeichnet mit 1858 | Eine der wenigen original erhaltenen Steinbogenbrücken im Dorf, baugeschichtlich und landschaftsgestaltend von Bedeutung. Schlussstein bezeichnet mit „K. 1858“, zwei Geländer Bruchstein. | 09236224 |
| Direkt Bild zu diesem Denkmal hochladen | Scheune eines Vierseithofes | Topfseifersdorfer Straße 9 (Karte) | Vor 1800 | Landschaftstypische Scheune in sehr gutem Originalzustand mit ortsbildprägender Wirkung, baugeschichtlich von Bedeutung. Fachwerk verbrettert, das Fachwerk ausgefacht, Bruchsteinfundament, Satteldach, sehr großer ortsbildprägender Bau, eine Tenne, zwei Bansen, guter Originalzustand, traufseitig erweitert durch Fachwerkkonstruktion mit Ausfachung, verbrettert mit Schleppdach, Innenausstattung ebenfalls original erhalten, dort Holzverbindungen teilweise Verblattung, Holzbohlenbelag der Tenne. | 09236220 |
| Direkt Bild zu diesem Denkmal hochladen | Nordöstliches Wohnstallhaus, nordwestliches und südöstliches Seitengebäude eines Vierseithofes                                                                          | Untere Dorfstraße 4 (Karte)        | Bezeichnet mit 1796 (Wohnstallhaus); bezeichnet mit 1806 (Seitengebäude); 1868 (2. Seitengebäude, wohl Auszugshaus)                       | Geschlossen erhaltener Bauernhof mit landschaftstypischer Bebauung in gutem Originalzustand, baugeschichtlich und ortsbildprägend von Bedeutung. - Wohnstallhaus: 1896 am Türstock datiert, Fachwerk in einfacher Konstruktion, kräftige Ständer, Eckstreben, verputzt, im Stubenbereich Fachwerkkonstruktion, mit Platten verschlagen, Stall erhalten, Stichbogenportal bezeichnet mit „T G L No. 33 1796“, Gliederung Haus komplett erhalten, großes steiles, vorkragendes Krüppelwalmdach, traufseitiger Anbau anstelle Backhaus - Seitengebäude: Erdgeschoss massiv, Fachwerk-Obergeschoss verputzt, Satteldach vorkragend, Tor, ursprünglich vermutlich Auszüglerhaus, Porphyrgewände mit einem Falz, schöne Tür, am Türstock bezeichnet mit 1868, am Wohnhaus kleines hölzernes Wasserhaus und Trog - 2. Seitengebäude: Fachwerk-Obergeschoss, Erdgeschoss Bruchstein massiv, großes Stichbogenportal, Schiebetor, Schlussstein dort nachträglich, Treppe ins Obergeschoss zu Heuboden, Türstock datiert „1806 J G L“, einfaches Fachwerk-Obergeschoss, Eckstreben, weitere zwei Stichbogenportale Am Wohnstallhaus zweigeteilte Stalltür, am anderen Seitengebäude Garageneinbauten, guter Originalbestand, wichtig für Ortsbild und wichtig als Bauensemble. | 09236226 |
| Direkt Bild zu diesem Denkmal hochladen | Östliches Seitengebäude eines ehemaligen Bauernhofes | Untere Dorfstraße 8 (Karte)        | Vor 1800 | Landschaftstypisches, kleines Fachwerkgebäude eines ehemaligen Bauernhofes in gutem Originalzustand, baugeschichtlich von Bedeutung. Fachwerk Obergeschoss mit Tür, schmales, kleines Haus mit Satteldach, vorkragend, Erdgeschoss massiv unterfahren, verändert, schönes Haus, Beispiel dieser Bauweise, guter Originalzustand, Leiterbefestigung erhalten. | 09236225 |
| Direkt Bild zu diesem Denkmal hochladen | Nördliches Wohnstallhaus eines Bauernhofes | Untere Dorfstraße 16 (Karte)       | 2. Hälfte 18. Jahrhundert | Landschaftstypisches Bauernhaus in Fachwerkbauweise in gutem Originalzustand, baugeschichtlich und ortsbildprägend von Bedeutung. Fachwerk Obergeschoss strebenreich, Satteldach, Erdgeschoss massiv, guter Originalzustand, Gliederung Haus komplett erhalten, wichtig für Ortsbild, wichtig für Kulturlandschaft, steiles Satteldach. | 09236222 |
| Direkt Bild zu diesem Denkmal hochladen | Wohnstallhaus, zwei Seitengebäude und Scheune eines Vierseithofes | Wiesenweg 3 (Karte)                | Vor 1800 | Geschlossen erhaltene Hofanlage in Fachwerkbauweise und in gutem Originalzustand, baugeschichtlich, wirtschaftsgeschichtlich und ortsbildprägend von Bedeutung. - Wohnstallhaus: Fachwerk-Obergeschoss teilweise verputzt, ein Giebel massiv, Satteldach, Giebeldreiecke verschiefert, Heuaufzug, guter Originalzustand - Seitengebäude: Fachwerk-Obergeschoss, Erdgeschoss massiv, Satteldach - Scheune: Fachwerk und Drempel, im mittleren Bereich massiv ersetzt | 09236166 |

## Tabellenlegende
- Bild: Bild des Kulturdenkmals, ggf. zusätzlich mit einem Link zu weiteren Fotos des Kulturdenkmals im Medienarchiv Wikimedia Commons. Wenn man auf das Kamerasymbol klickt, können Fotos zu Kulturdenkmalen aus dieser Liste hochgeladen werden:
- Bezeichnung: Denkmalgeschützte Objekte und ggf. Bauwerksname des Kulturdenkmals
- Lage: Straßenname und Hausnummer oder Flurstücknummer des Kulturdenkmals. Die Grundsortierung der Liste erfolgt nach dieser Adresse. Der Link (Karte) führt zu verschiedenen Kartendiensten mit der Position des Kulturdenkmals. Fehlt dieser Link, wurden die Koordinaten noch nicht eingetragen. Sind diese bekannt, können sie über ein Tool mit einer Kartenansicht einfach nachgetragen werden. In dieser Kartenansicht sind Kulturdenkmale ohne Koordinaten mit einem roten bzw. orangen Marker dargestellt und können durch Verschieben auf die richtige Position in der Karte mit Koordinaten versehen werden. Kulturdenkmale ohne Bild sind an einem blauen bzw. roten Marker erkennbar.
- Datierung: Baubeginn, Fertigstellung, Datum der Erstnennung oder grobe zeitliche Einordnung entsprechend des Eintrags in der sächsischen Denkmaldatenbank
- Beschreibung: Kurzcharakteristik des Kulturdenkmals entsprechend des Eintrags in der sächsischen Denkmaldatenbank, ggf. ergänzt durch die dort nur selten veröffentlichten Erfassungstexte oder zusätzliche Informationen
- ID: Vom Landesamt für Denkmalpflege Sachsen vergebene, das Kulturdenkmal eindeutig identifizierende Objekt-Nummer. Der Link führt zum PDF-Denkmaldokument des Landesamtes für Denkmalpflege Sachsen. Bei ehemaligen Kulturdenkmalen können die Objektnummern unbekannt sein und deshalb fehlen bzw. die Links von aus der Datenbank entfernten Objektnummern ins Leere führen. Ein ggf. vorhandenes Icon  führt zu den Angaben des Kulturdenkmals bei Wikidata.